# デメニギス科
デメニギス科（学名：Opisthoproctidae）は、ニギス目に所属する魚類の分類群（科）の一つ。中層遊泳性の深海魚のみで構成されるグループで、デメニギスなど9属21種が含まれる。

## 分布・生態
デメニギス科の魚類はすべて海水魚で、太平洋・インド洋・大西洋などの熱帯から温帯域にかけての深海に広く分布する。海底から離れた中層を不活発に漂い、ほとんどの種類では水深1,000mまでの中深層が生息範囲となっている。
本科魚類の食性は深海魚としては独特であり、クラゲなどゼラチン質の浮遊生物を主な餌としている。デメニギス類の口は一般に小さく、顎には細かい歯が無数に並んでいる。浮遊するクラゲをついばむように食べる習性を反映しているとみられ、腸管も長くなっている。ゼラチン質生物を専食する性質は、近縁のミクロストマ科・セキトリイワシ科とも共通する特徴である。

## 形態

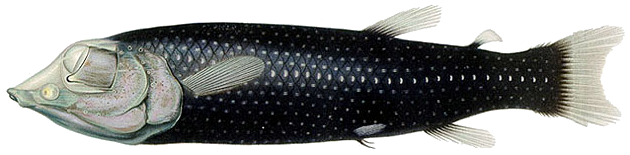
クロデメニギス（Winteria telescopa）。望遠鏡のように突き出した管状眼は、本科魚類の最大の特徴である

管状眼をもつ種が多い。管状眼はデメニギス属・Opisthoproctus 属では上方を向くが、他の属では斜め前方の場合もある。体はやや側扁し、細長いものから体高の高いものまでさまざま。ほとんどの種が浮き袋を欠く。
一部の種類は発光器をもち、発光バクテリアによる共生発光を行う。Opisthoproctus 属の発光器は肛門の近くに位置し、半透明になった筋肉を反射板のように利用して、腹部全体を光らせることができる。ヒナデメニギス属の一部がもつ発光器は眼の近くにあり、視野の拡大に寄与するとみられる。
胸鰭の基底部は体の側面に位置し、近縁のニギス科との鑑別点となっている。鰭に棘条はなく、背鰭・臀鰭はそれぞれ8-17本・6-14本の軟条で構成される。脂鰭をもつ種類もある。前頭骨は癒合する一方、頭頂骨は正中線で癒合しない。鰓条骨は2-4本。

## 分類
デメニギス科にはNelson（2016）の体系において8属19種が認められている。
本稿では、FishBaseに記載される9属21種についてリストする。
- クロデメニギス属 Winteria

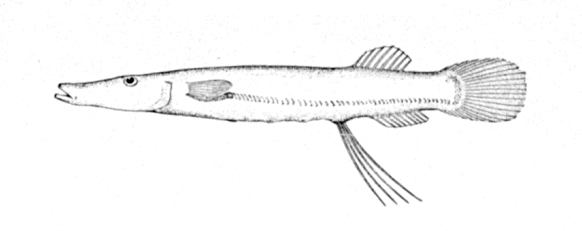
ブラウンスポットスプークフィッシュ（Dolichopteryx longipes）。細長い体と伸長した鰭が特徴で、水深2,700mからの採集記録がある

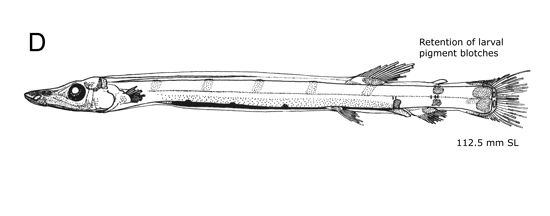
ムカシデメニギス（Bathylychnops exilis）。体長50cmに達することもある本科中の最大種。眼は側面を向く

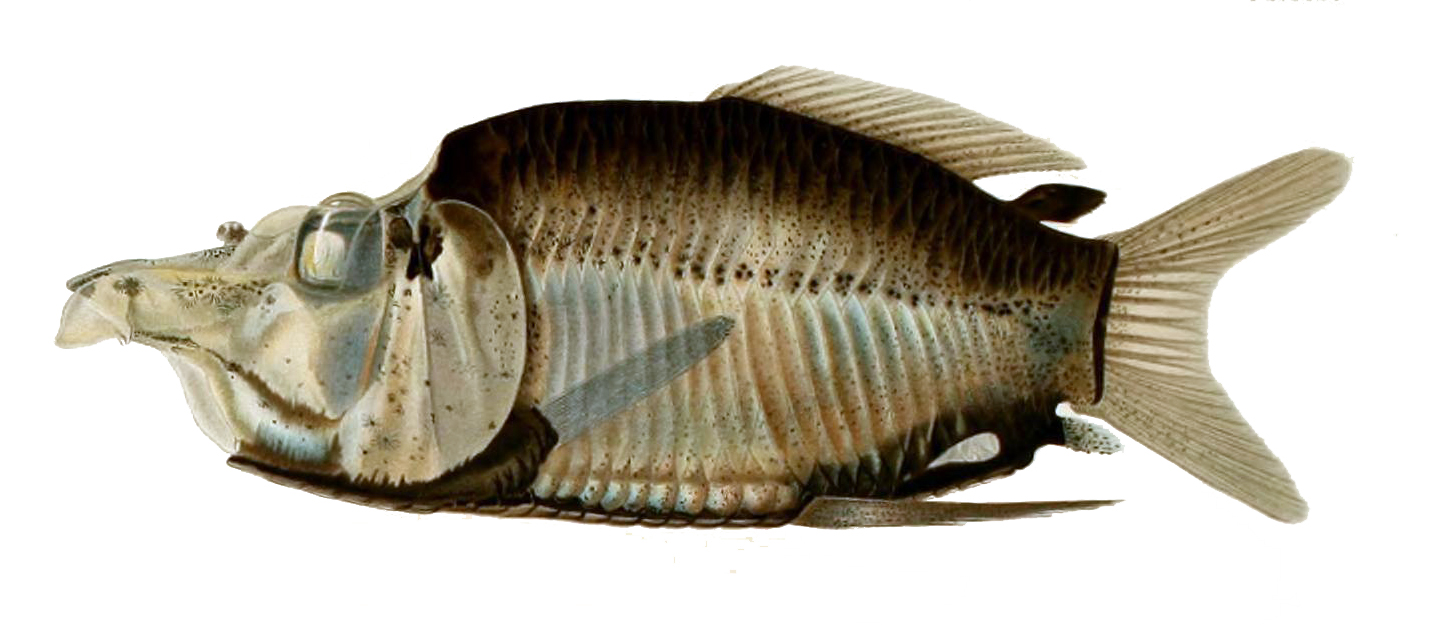
ヒカリデメニギス（Monacoa grimaldii）。大西洋の熱帯域で一般的な種類

  - クロデメニギス Winteria telescopa
- デメニギス属 Macropinna
  - デメニギス Macropinna microstoma
- ヒナデメニギス属 Dolichopteryx
  - キタヒナデメニギス[5] Dolichopteryx parini
  - ヒナデメニギス[5] Dolichopteryx minuscula
  - ブラウンスポットスプークフィッシュ[2] Dolichopteryx longipes
  - Dolichopteryx anascopa
  - イッセンヒナデメニギス Dolichopteryx andriashevi
  - Dolichopteryx pseudolongipes
  - Dolichopteryx rostrata
  - Dolichopteryx trunovi
  - Dolichopteryx vityazi
- ムカシデメニギス属 Bathylychnops
  - ムカシデメニギス Bathylychnops exilis
  - Bathylychnops brachyrhynchus
  - Bathylychnops chilensis
- ヨツメニギス属 Rhynchohyalus
  - ヨツメニギス Rhynchohyalus natalensis
- Dolichopteroides 属
  - Dolichopteroides binocularis
- Ioichthys 属
  - Ioichthys kashkini
- ヒカリデメニギス属 Monacoa
  - ヒカリデメニギス Monacoa grimaldii
  - クロヒカリデメニギス Monacoa niger
  - ハイイロヒカリデメニギス Monacoa griseus
- Opisthoproctus 属
  - バーレルアイ[2] Opisthoproctus soleatus